# Trévoux (Arroux)
Der Trévoux ist ein kleiner Fluss in Zentral-Frankreich, der in den Départements Côte-d’Or und Saône-et-Loire der Region Bourgogne-Franche-Comté nördlich der Stadt Autun verläuft.

## Geographie

### Verlauf
Der Trévoux entspringt dem kleinen See Étang de la Liette im nordwestlichen Gemeindegebiet von Bard-le-Régulier, entwässert generell Richtung Südsüdost, verläuft in zwei Teilabschnitten durch den Regionalen Naturpark Morvan und mündet nach rund 16 Kilometern im Gemeindegebiet von Igornay als rechter Nebenfluss in den Arroux. Der Trévoux begleitet im Oberlauf und Mittelteil die bereits stillgelegte Bahnstrecke Cravant-Bazarnes–Dracy-Saint-Loup und quert im Unterlauf die parallel verlaufende Schnellfahrstrecke LGV Sud-Est. 

### Orte am Fluss
(Reihenfolge in Fließrichtung)
- Bard-le-Régulier
- Manlay
- Montregard, Gemeinde Manlay
- Barnay
- Vevrotte, Gemeinde Barnay
- Rozereuil, Gemeinde Igornay